# Jimmy Choo (företag)
J. Choo Limited, mer känt som Jimmy Choo, är ett brittiskt multinationellt modeföretag som tillverkar och säljer bland annat accessoarer och skor. De ägs av förvaltningsbolaget Capri Holdings (tidigare Michael  Kors Holdings). I september 2020 hade de 228 butiker världen över.
Företaget grundades 1996 av modedesignerna Jimmy Choo och Tamara Mellon. De båda hade 50% vardera av företaget. 2001 sålde Jimmy Choo sin aktieandel till Equinox Luxury Holdings Ltd. I november 2004 köpte riskkapitalbolaget Lion Capital 51% av modeföretaget för 101 miljoner brittiska pund. 2007 såldes det vidare till investmentbolaget Towerbrook Capital Partners för 180–225 miljoner pund. Fyra år senare såldes det till Labelux för 525,5 miljoner pund, 2014 avvecklades Labelux för att dess tillgångar skulle förvaltas direkt av moderbolaget JAB Holding Company. I oktober blev man listad på London Stock Exchange. I juli 2017 köpte Michael Kors Holdings företaget för 1,2 miljarder amerikanska dollar.
För 2020 hade de en omsättning på omkring 555 miljoner dollar. Deras huvudkontor ligger i London i England.